# Gustav Krupp von Bohlen und Halbach
Gustav Georg Friedrich Maria Krupp von Bohlen und Halbach  (Den Haag, 7. kolovoza 1870. – Blühnbachtal kod Salzburga, 16. siječnja 1950.), jedan od najmoćnijih industrijalista koji je služio interesima nacističke Njemačke.
Tvornicu Friedrich Krupp AG vodio je od 1909. do 1941. godine, kada je vođenje tvornice preuzeo njegov sin Alfried Krupp von Bohlen und Halbach.
Oženio je Berthu Krupp 1906. i svom prezimenu dodao njeno.
Tvornica Friedrich Krupp AG bila je u drugom svjetskom ratu jedan od velikih dobavljača oružja i vojne opreme. Koristio je robovsku radnu snagu. Pored ostalog, sve je ovo kontrolirao i rukovodio glavni opunomoćenik za nacistički program radne snage Fritz Sauckel.
Posredno je odgovoran za smrt 70.000 ljudi.
Željeli su ga procesuirati, ali je bio prikovan za krevet i senilan.
Bilo je optužbi protiv njega i na denacifikacijskim sudovima, ali su odbačene.
Umro je 1950. nakon podjele Njemačke.